# Воденски етнографски музей
Воденският етнографски музей (на гръцки: Λαογραφικό Μουσείο Εδέσσας) е музей в град Воден (Едеса), Гърция.

## История
Музеят отваря врати през 70-те години на XX век по инициатива на Асоциацията „Александър Велики“. По-късно управлението му минава в ръцете на воденската община. През 90-те години музеят е реорганизиран под ръководството на Нора Скутери от Солунския университет и отваря врати отново през септември 1998 година в двуетажна къща във Вароша, дарена за него от семейство Сивенас.
В музея е изложена постоянна колекция от артефакти от традиционната култура на Воденско. На приземния етаж са изложени артефакти, инструменти и фотографии, свързани със селското стопанство – животновъдство, тъкането – впечатляващ цял стан, свещарството и копринарството – добре развито във Воденско до към 60-те години на XX век. На първия етаж има местни носии – както воденски градски, така и селски от околните села. На втория етаж е показан традиционният жизнен път на местното население – от раждането до смъртта.
- Булчинска носия
- Традиционна женска носия